# Microgloma yongei
Microgloma yongei is een tweekleppigensoort uit de familie van de Yoldiidae. De wetenschappelijke naam van de soort is voor het eerst geldig gepubliceerd in 1973 door Sanders & Allen.